# Lícnidos
Lícnidos (Λυχνιδός) fou la capital dels dassarets a Il·líria. Estava situada a la part sud o est del llac Licnitis (Lychnitis).
Al segle iii aC era una fortalesa de frontera amb Macedònia. Després, al segle ii aC, fou una ciutat de província situada a la via Egnàcia. Va ser ciutat important sota domini romà d'Orient però en temps de Justinià I fou destruïda per un terratrèmol. Ocrida, una mica al nord (l'actual Ohrid), va ocupar el seu lloc i fou capital de l'Imperi Búlgar.